# 8244 Mikolaichuk
8244 Mikolaichuk este un asteroid din centura principală de asteroizi.

## Descriere
8244 Mikolaichuk este un asteroid din centura principală de asteroizi. A fost descoperit pe 3 octombrie 1975 la Observatorul astrofizic din Crimeea de Liudmila Cernîh. El prezintă o orbită caracterizată de o semiaxă mare de 2,34 ua, o excentricitate de 0,21 și o înclinație de 5,2° în raport cu ecliptica.